# Донстрой
«Донстрой» — российская девелоперская компания, пятый по объёмам строительства застройщик в Москве (на 2025) . Штаб-квартира расположена в Москве.

## История
Основана в 1994 году.

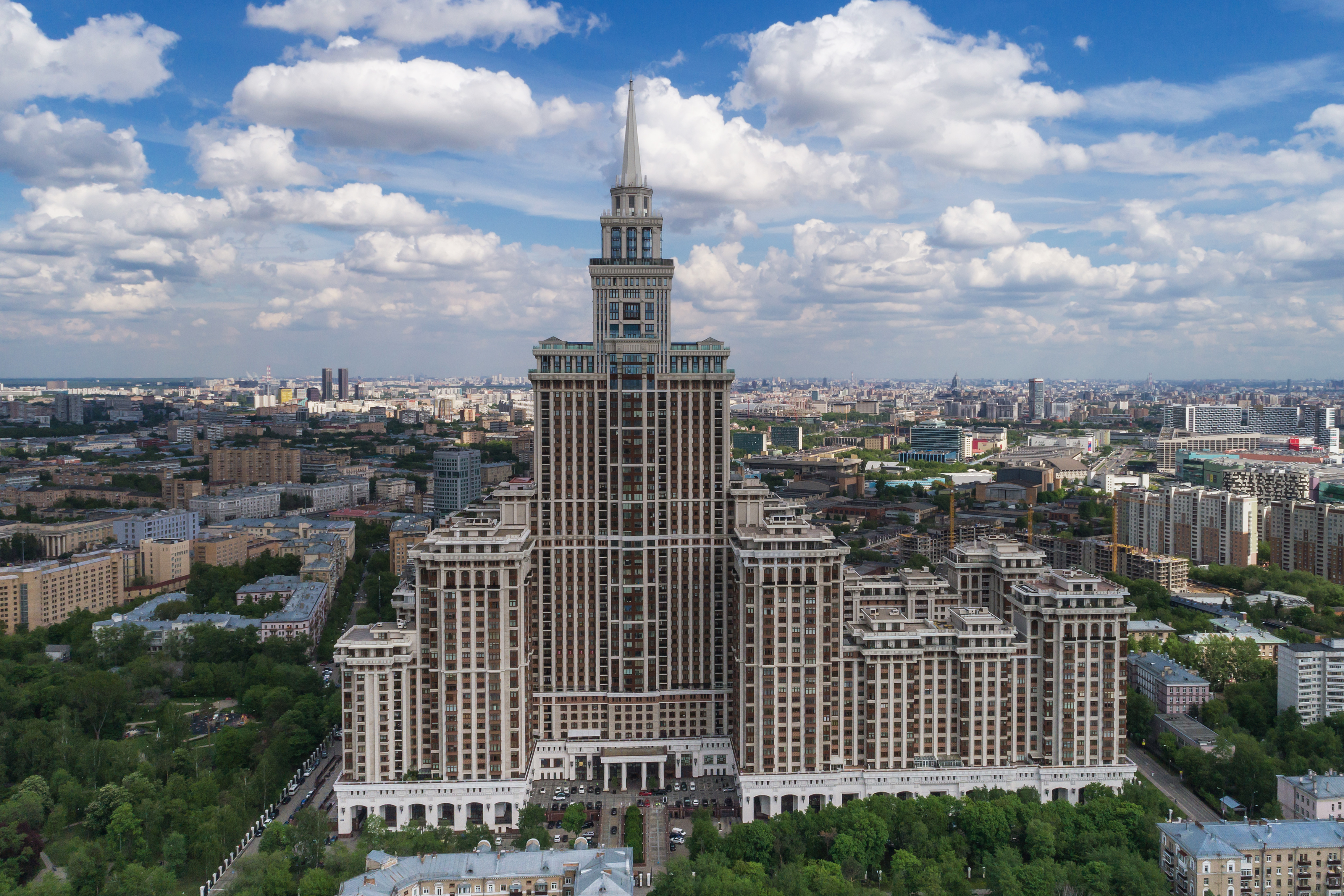
«Триумф-Палас», построен «Донстроем» в 2000—2006 годах

Изначально «Донстрой» принадлежал партнёрам Максиму Блажко и Дмитрию Зеленову. До 2009 года группа включала в себя целый ряд структур, осуществлявших реализацию как жилых, так и коммерческих (офисных, торговых) проектов. В 2009 году в связи с реструктуризацией кредитов, ранее предоставленных группе банком ВТБ, все жилые проекты были выведены в отдельный блок под управлением ЗАО «Донстрой Инвест». Жилые проекты реализуются в настоящее время под брендом «Донстрой». Акционерами ЗАО «Донстрой Инвест» являются пять юридических лиц, названия которых не раскрываются. Проекты коммерческой недвижимости остались за принадлежащими Максиму Блажко и Дмитрию Зеленову структурами с названиями «ДС холдинг» и «ДС девелопмент».

### Кризис 2008—2010 годов
В 2009 году компания столкнулась со сложностями в погашении ранее полученных кредитов.
В конце августа 2009 года было объявлено о том, что в связи с тяжёлым финансовым положением в рамках реструктуризации долга «Донстроя» перед банком ВТБ в размере 500 млн $ контрольный пакет ЗАО «Донстрой Инвест» (дочерней компании «Донстроя», владеющей жилищными проектами девелопера) будет передан банку за символические 500 руб.. Однако этого не произошло. 1 сентября 2009 года стало известно, что контрольный пакет ещё одной дочерней структуры «Донстроя», ООО «ДС девелопмент», занимающейся строительством и управлением коммерческой недвижимости, вместе с построенным «Донстроем» московским бизнес-центром Nordstar Tower площадью 147 тыс. м² будет передан за «символические несколько сот рублей» Сбербанку, также в погашение задолженности.
В январе 2010 года было объявлено о реструктуризации долга «Донстроя» Сбербанку в размере 20 млрд руб. 11 млрд из них будет погашено путём передачи банку московского бизнес-центра Nordstar Tower, а срок уплаты оставшихся 9 млрд руб. — отсрочен.

### Развитие после 2010 года
С 2010 года «Донстрой Инвест» развивается под управлением новой команды во главе с генеральным директором Алёной Дерябиной. К 2016 году компания увеличила портфель проектов в 10 раз — до 8,4 млн м². Из них 1,2 млн м² было введено в эксплуатацию в период с 2010 по 2016 годы, 2,9 млн м² находилось в стадии строительства, 4,3 млн м² — в стадии проектирования. Также к 2016 году компания погасила ранее предоставленные банком ВТБ кредиты на сумму около 50 млрд руб.

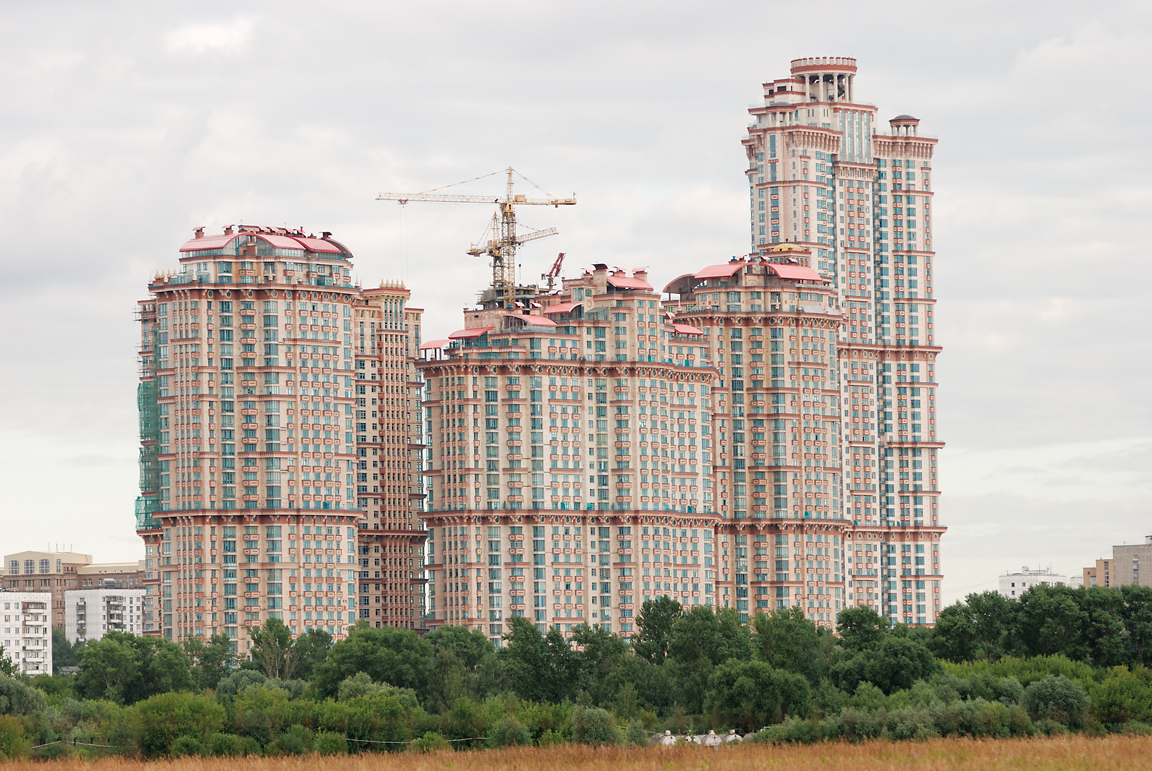
Жилой комплекс «Алые паруса», построенный компанией «Донстрой»

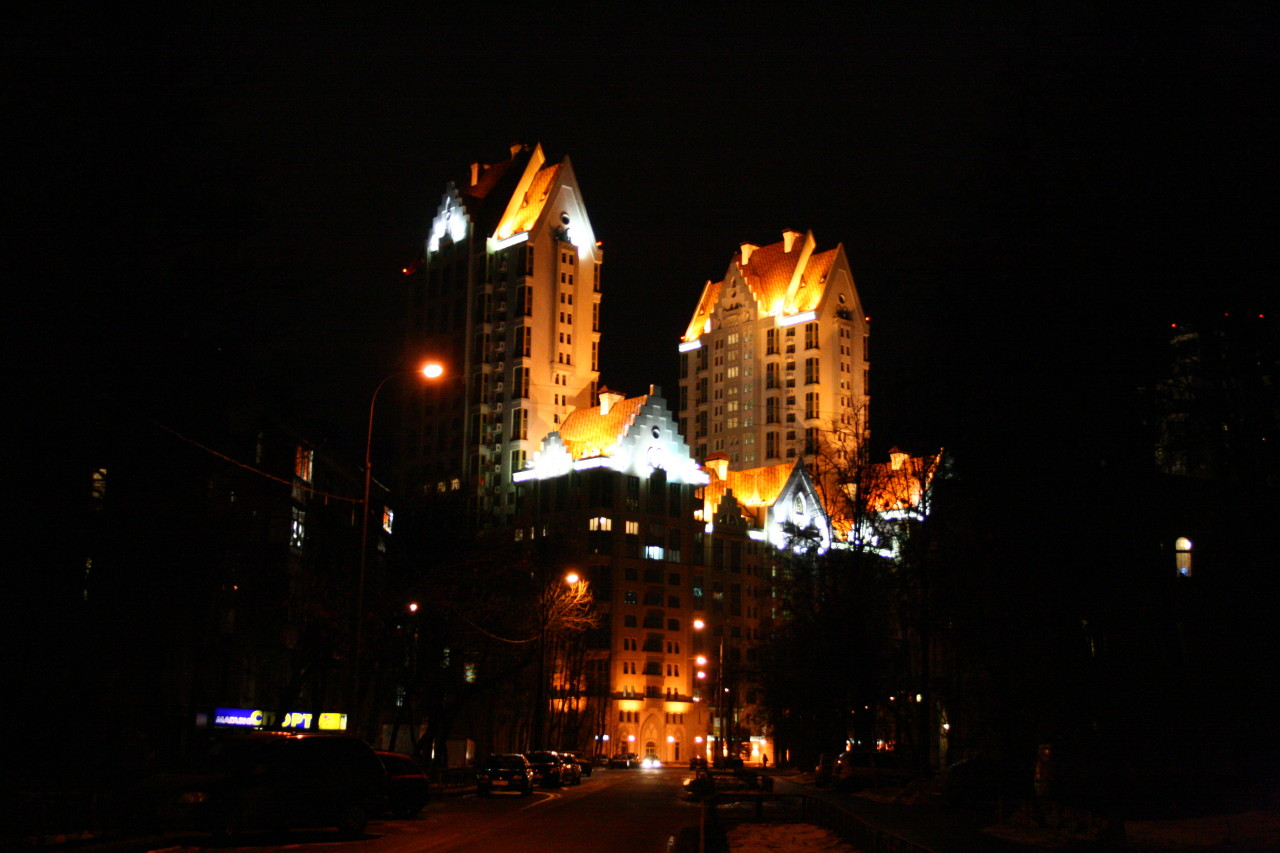
Жилой комплекс «Эльсинор»

## Деятельность
Компания входит в пятёрку крупнейших застройщиков Москвы. Специализируется на строительстве жилых комплексов бизнес-класса. Является лидером в строительстве высотных жилых зданий. За время своей деятельности компания построила более 40 жилых комплексов площадью более 4 млн м², в том числе московскую высотку «Триумф-Палас», до 2007 года являвшуюся самым высоким жилым зданием Европы и жилой комплекс на берегу Москвы-реки «Алые паруса».
В 2013 году компания запускает проект по застройке территории 14 га на Шелепихинской набережной — квартал «Сердце Столицы».В этом же году компания объявляет о запуске проекта по обновлению территории 60 га, ранее занимавшейся заводом «Серп и Молот», с конца 2015 года здесь начинает строиться ЖК «Символ». В этих проектах компания создаёт новые общественные пространства, открытые для всех москвичей: в 2018 году открывается прогулочная набережная «Сердце Столицы», в 2019 году — первый участок парка «Зелёная река» в «Символе».
В 2013 году объём инвестиций в проекты «Донстрой Инвест» составил 14,9 млрд руб., а портфель проектов компании превышает 4,2 млн м². Сюда входят Smolensky De Luxe, Barrin House, «Grand DeLuxe на Плющихе», «Кленовый DOM», «Долина Сетунь», последние корпуса «Алых парусов», «Соколиный форт» и проект «Сердце столицы». К 2018 году портфель проектов компании включал уже 8,4 млн м² недвижимости, объём инвестиций за 2017 год составил 32 млрд руб., а прогнозируемый объём 2018 г. — 38,6 млрд руб.
Организационно «Донстрой» представляет собой холдинг, в который входят более 30 компаний.
Диверсификационный проект компании — торговая сеть «Алые паруса», основанная в 1999 году, принадлежит Ольге Блажко (матери Максима Блажко).

### Показатели деятельности
Активы «Донстроя» за год с 31 марта 2005 года выросли на 64 % до 1,64 млрд $. Выручка по МСФО в финансовом году, закончившемся 31 марта 2006, составила 578 млн $ (годом ранее — 296 млн $), EBITDA — 114 млн $ (49 млн $), чистая прибыль — 102,8 млн $ (55 млн $). По данным компании, общая выручка с учётом предприятий, не включённых в отчётность по МСФО, — 1,2 млрд $. В 2012 году выручка компании составила 20,725 млрд руб., в 2013 году — 25,699 млрд руб.
По итогам 2018 года выручка достигла 68 млрд руб., что стало абсолютным максимумом в 25-летней истории компании (предыдущий рекорд по выручке был поставлен в 2017 году — 45,57 млрд руб). Компания заняла 148 место в рейтинге Forbes «200 крупнейших частных компаний России», и 192 место в рейтинге крупнейших российских компаний РБК 500. Выручка в 2020 году составила 129,4 млрд рублей.

## Ключевые проекты

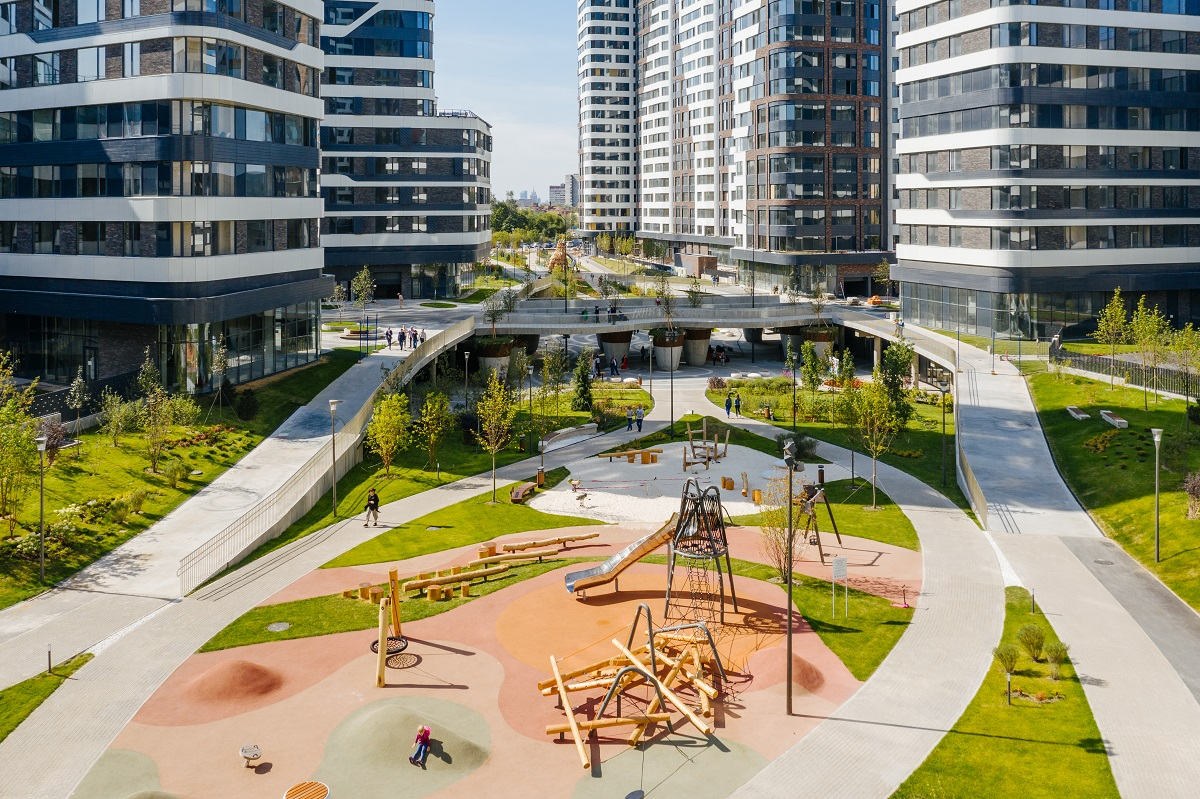
Парк «Зелёная река» в ЖК «Символ»

### «Символ» и парк «Зелёная река»
Крупнейший проект компании — жилой комплекс «Символ», занимающий около 60 га в районе Лефортово. История проекта началась в 2013 году, когда был объявлен международный конкурс на архитектурно-градостроительную концепцию развития территории завода «Серп и молот». На конкурс было подано 52 заявки от консорциумов, в состав которых вошли 157 компаний из 17 стран мира. В результате была выбрана концепция британских архитектурных бюро LDA Design и UHA London, а к проектированию отдельных кварталов привлекли ведущие российские архбюро. Строительство «Символа» началось в конце 2015 года, а в 2019 году была досрочно введена первая очередь комплекса.
Ключевым элементом проекта в концепции LDA Design являлся протяжённый линейный парк «Зелёная река» длиной 2 км, и вместе со сдачей первой очереди «Символа» был открыт и первый участок парка площадью около 2 га. Прогулочное пространство с детскими игровыми комплексами, зоной воркаут с уличными тренажёрами, столами для пинг-понга и настольных игр открыто для всех желающих. Своеобразным символом парка стал необычный мост, стоящий на опорах-кадках, в которые высажены деревья и вьющийся виноград — под этим мостом устроено крытое пространство со сценой и амфитеатром для проведения лекций, концертов и кинопоказов.
В 2022 году проект «Символ» в Лефортове расширился на 6 новых корпусов в кварталах «Независимость» (19-20 корпусов) и «Вдохновение» (28-31 корпуса), открыв для аудитории ещё 800 предложений. Это позволило жилому комплексу войти в ТОП-15 самых продаваемых лотов бизнес-класса на первичном рынке жилья. Всего за 7 лет после начала реализации проекта девелопер Донстрой ввёл в эксплуатацию в жилом комплексе «Символ» более 500 тыс. квадратных метров недвижимости.
В 2022 году на территории жилого комплекса появился детский сад на 330 мест площадью более 4200 м². Входящий в состав ГБОУ школы «№ 1321 Ковчег» детский сад был передан департаменту образования и науки г. Москвы. В 2023 году к сдаче в эксплуатацию планируется школа от застройщика для жителей квартала «Символ» (общая площадь школы 16 700 м².). Бауманская инженерная школа № 1580 организовала онлайн-встречу для жителей квартала «Символ», на которой будущим ученикам и их родителям рассказали о возможностях учреждения технического профиля: презентовали информационный центр с библиотекой и медиатекой, ИТ-полигон, цифровую лабораторию и инструментальные мастерские, специальные зоны практикума и лаборантские в кабинетах естественных наук.

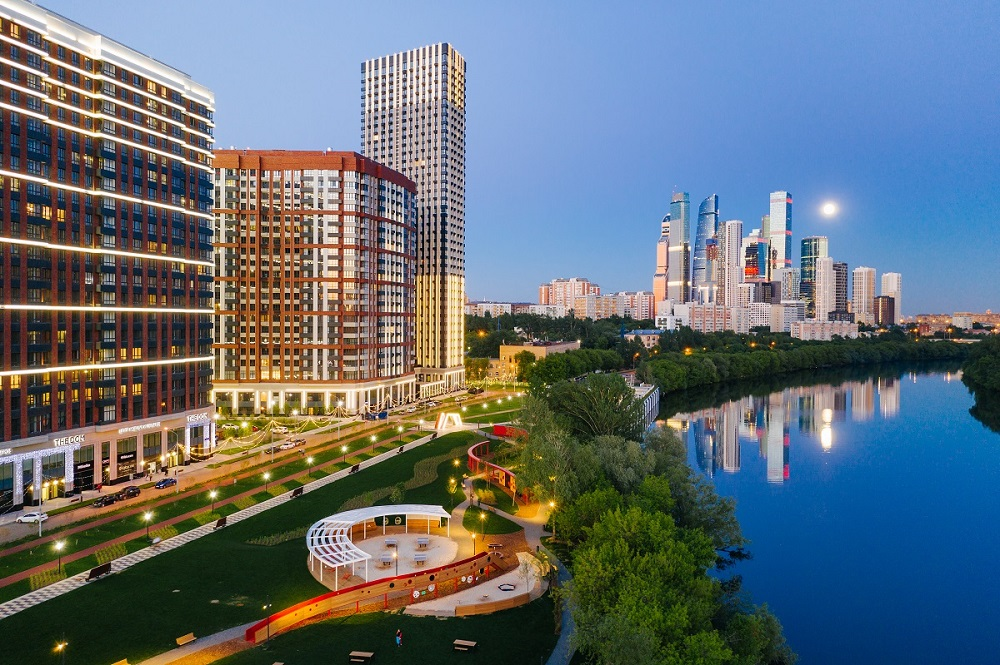
Набережная «Сердце Столицы»

### «Сердце Столицы»
До «Символа» флагманским проектом компании являлся квартал «Сердце Столицы», занимающий территорию 14 га на Шелепихинской набережной Москвы-реки рядом с деловым центром «Москва-Сити». Первая линия квартала, включающая 5 корпусов, была сдана в 2018 году и по итогам ежегодного конкурса Правительства Москвы «Сердце Столицы» было признано «Лучшим реализованным проектом 2018 года». В рамках проекта «Донстрой» вложил 500 млн руб. в благоустройство прилегающей к кварталу набережной, создав на ней новое прогулочное пространство, открытое для всех желающих. Кроме прогулочных зон, детских и спортивных площадок, мест для пикников, смотровых террас и скейт-парка с трассой памп-трека, на набережной появился свой арт-объект — 4-метровая «Луна» художника Леонида Тишкова. В 2021 году компания открыла Центральный парк площадью 2,1 га.
В 2022 год Донстрой ввёл в эксплуатацию 9 из 10 корпусов жилого комплекса «Сердце столицы». Также застройщик передал городу школу ГБОУ «№ 1253» для 500 детей (более 7550 м².) и вошедший в её состав детский сад на 225 мест (3150 м².). Особенностями образовательного объекта стали IT-полигон, зал хореографии и футбольное поле с натуральным покрытием.

### Раменки
В 2019 году «Донстрой» представил масштабный проект на западе Москвы, на границе с ландшафтным заказником «Долина реки Раменки». Территория проекта занимает 55 га, ключевой идеей мастер-плана, разработанного британскими архитектурными бюро LDA Design и UHA London, стало продление природной зоны вглубь застройки через систему «зелёных коридоров»: бульваров, скверов, пешеходных пространств. Проект включает жильё различных сегментов: комфорт (ЖК «Огни»), бизнес (ЖК «Событие») и премиум (клубный дом «Река»).
Девелопер менее чем за пять лет сдал более 384 тысяч квадратных метров недвижимости в Раменках: это две очереди проекта «Огни», первая очередь клубного дома «Река» и первый квартал проекта «Событие». Завершено благоустройство первой очереди одноимённого парка «Событие» в Раменках площадью в 12 га, общая площадь озеленённого объекта составит 24 га.
Жилой комплекс «Огни» стал самым продаваемым проектом в сегменте недвижимости «комфорт класса» в 2020 году. На сегодняшний день полностью введены в эксплуатацию: первая очередь проекта (84,6 тыс. м².) в июне 2021 года, корпуса второй очереди классом энергоэффективности А+ (96 тыс. м².) в декабре 2022 года, соответственно.
Первая очередь клубного дома «Река» (112 квартир и три пентхауса площадью от 60,7 до 355,4 м²) была введена в эксплуатацию в 2022 году. Проект площадью 3 га расположен на границе с природным заказником «Долина реки Раменки» — концепция клубного дома «Река» объединяет в себе понятия «элитного городского жилья» и «загородного особняка».
Первый квартал проекта «Событие», состоящий из трёх корпусов, был сдан девелопером в 2022 году — площадь застройки составила 168 тыс. м².. Просторное лобби, ресепшен и коворкинг в зоне ожидания, а также зона отдыха на эксплуатируемой крыше — архитектурные особенности кварталов «Событие-2» и «Событие-3». Отличительной чертой четвёртого и пятого квартала стали парящие sky-мосты и sky-парк, разработанные архитектором Филлипом Никандровым, и два 32-этажных небоскрёба в стиле ар-деко.
Наряду с новым флагманским проектом «Остров» проект «Событие» в Раменках не остался незамеченным на рынке недвижимости — в 2022 году он вошёл в ТОП-5 продаваемых комплексов Москвы.

### «Остров»
Новый флагманский проект компании Донстрой, который будет занимать 40 га южной части Мнёвниковской поймы, стартовал в первом квартале 2021 года. «Остров» обособлен от городской суеты рекой и примыкает к Москворецкому парку. Окружённый природными парками «Крылатские Холмы», «Суворовский» и «Филёвский» жилой комплекс, территория которого составит 1,4 миллиона м², будет включать 3 крупных социальных кластера со школами, детскими садами и торгово-административными объектами.
«Остров» стал первым цифровым кварталом в России — девелопер Донстрой совместно с компанией МТС заключили стратегическое соглашение о создании сверхскоростной инфраструктуры по технологии 5G. Десять базовых станций обеспечат высокоскоростной интернет до 1 Гбит/c, а также откроют доступ к таким технологиям, как облачный сервис, управление системой «Умный дом», а также внедрение на территории жилого комплекса концепции умного города (управление светофорами, терминалами, камерами наблюдения).
«Остров», дизайн-код которого был разработан британским архитектурным бюро LDA Design, открылся для продаж в феврале 2021 года. Жилой комплекс спроектирован согласно международному экологическому стандарту LEED — стандарт обеспечивает соответствие высоким требованиям энергоэффективности и экологичности строительства.

### Заключение о прошлых проектах
В 2019 году застройщик вошёл в ТОП-3 крупнейших девелоперов «старой» Москвы благодаря обширному портфелю проектов разных ценовых категорий — начиная от недвижимости бизнес-премиум-люкс класса и заканчивая более доступным сегментом «комфорт». В портфель девелопера вошли ранее сданные проекты:
- Элитный комплекс «Суббота».
- Камерный особняк «Оливковый дом».
- Жилой комплекс «Fresh».
- «Жизнь на Плющихе» в Хамовниках.
- Проект премиум-класса «Barrin House».
- «Freedom».
- «Алые Паруса».
- «Долина Сетунь».
- «Grand Deluxe на Плющихе».
- «Дом на Тишинке».
- «Дом на Мосфильмовской».

### Состояние на 2023 год
«Донстрой» — седьмой крупнейший девелопер жилья в Москве по данным Единого ресурса застройщиков. В активной стройке находится 1,1 млн м². Сегодня Донстрой реализует четыре масштабных проекта комплексного освоения территорий. Это жилой комплекс «Символ» в Лефортово (1,5 млн м²), новый проект компании «Остров» в Мнёвниковской пойме (1,5 млн м²), территория застройки в Раменках с жилыми комплексами «Река», «Огни», «Событие» (1,3 млн м²), а также «Сердце Столицы» в Хорошёво-Мнёвниках (814 тыс. м²). Также были куплены участок в 6 га на ул. Сергея Макеева в Пресненском районе Москвы (территория конструкторского бюро «Мотор», филиала Центра эксплуатации объектов наземной космической инфраструктуры, входящего в госкорпорацию «Роскосмос») и 1,3 га земли и 13 зданий на 26 300 м² на Большой Татарской улице в Замоскворечье (территория конструкторского бюро «Компас», принадлежавшего госкорпорации «Ростех»).
По данным ДОМ.РФ, Донстрой входит в Топ-3 рейтинга по энергоэффективному строительству жилых комплексов среди девелоперских компаний на столичном рынке недвижимости. Строительство всех объектов осуществляется при поддержке финансового партнёра — Банка ВТБ (ПАО).

## Ситуация вокруг «Дома на Мосфильмовской»
Один из московских девелоперских проектов компании — многоэтажный жилой комплекс в районе Мосфильмовской улицы — получил широкую известность после того, как летом 2010 года комиссия по борьбе с самостроем при мэре Москвы приняла решение о сносе верхней части небоскрёба. Выяснилось, что строители превысили согласованную высоту здания, построив 8-9 лишних этажей (40 м). В конце июля 2010 года была начата фактическая разборка крыши и самовольно построенных этажей. Интересно, что по информации газеты «Ведомости», в разбираемых этажах планировали поселиться совладельцы «Донстроя» Максим Блажко и Дмитрий Зеленов, которые теперь лишатся двухуровневых пентхаусов площадью от 1000 м².
Однако весной 2011 года Градостроительно-земельная комиссия при Правительстве Москвы приняла решение сохранить верхние этажи «Дома на Мосфильмовской». В конце того же года дом был введён в эксплуатацию.
Ранее «Донстрой» проиграл судебное дело в отношении «Дома на Мосфильмовской»: соинвестор проекта, структура, аффилированная с Новолипецким металлургическим комбинатом, требовала в связи со срывом сроков строительства вернуть 103 млн $, включающие инвестированную сумму и неустойку.

## Претензии со стороны правоохранительных органов
В августе 2008 года Следственный комитет при МВД России возбудил уголовное дело в отношении руководства ООО «Строительный трест „Донстрой“» — одной из структур компании, подрядчика строительства элитного жилья. Руководство компании подозревалась в незаконном возмещении НДС, перечисленного фирмам, «имеющим признаки фиктивности». В сентябре 2009 года расследование было приостановлено, причём в прессе этот факт связывали с подозрительной сделкой, состоявшейся осенью того же года, в результате которой первый заместитель начальника департамента экономической безопасности МВД РФ Андрей Хорев через посредников за бесценок получил квартиру площадью 100 м2 в элитном московском жилом доме «Дом на Смоленской набережной», построенном «Донстроем».
В феврале 2012 года дело против «Донстроя» было окончательно закрыто.
13 марта 2023 года в 10 часов утра на перегоне Московского метрополитена между станциями «Мичуринский проспект» и «Аминьевская» Большой кольцевой линии произошёл выброс плывуна из-за бурильных работ, проводившихся на поверхности земли компанией «Донстрой». В результате было остановлено движение поездов между станциями «Новаторская» и «Аминьевская», движения не было около двух часов. Причиной происшествия послужило отсутствие строительного контроля и согласования работ с ГУП «Московский метрополитен». По факту аварии следственным комитетом было возбуждено уголовное дело.

## Общественная реакция
Начиная с 2005 года жители Москвы неоднократно проводили митинги против незаконного захвата «Донстроем» территории и против незаконного строительства. Во время одного из них митингующие были избиты вооружёнными людьми. Последний митинг против незаконного строительства «Донстроем» апарт-отеля Komsomolsky de Luxe и во спасение сада Травникова прошёл 17 ноября 2012 в Хамовниках.

## Логотип
Сменил 3 логотипа. Нынешний — 4-й по счёту.
- В 1994—2010 годах логотипом были три прозрачных здания с красной окатновкой, внизу слово «Дон», ещё ниже — красная плашка со словом «Строй».
- В 2010—2011 годах логотипом было просто слово «ДонСтрой» белого цвета на красном фоне и поменялся шрифт.
- В 2011—2012 годах логотипом было изображение большого города серого цвета, внизу слово «Донстрой» серого цвета и поменялся шрифт.
- С 2012 года и по настоящее время логотип представляет собой текстовое фирменное начертание.

## Конкурсы и награды
В 2010—2011 гг. жилые комплексы Донстрой «Дом в Сокольниках» и «Дом в сосновой роще» стали победителями одной из самых престижных премий рынка недвижимости Urban Awards.
Следующий год ознаменовался сразу несколькими победами. Проект «Smolensky De Luxe» выиграл в номинации «Лучший строящийся объект Москвы элит-класса» на ежегодной премии в области жилой городской недвижимости Urban Awards.
«Дом на Мосфильмовской» вошёл в число 30 лучших русских проектов последних лет, по мнению ведущих специалистов в области архитектуры журнала «Афиша», а также занял пятое место в конкурсе Emporis Skyscraper Award 2012. Жилой комплекс «Долина Сетунь» стал победителем ежегодной профессиональной премии PRO Realty 2012 в номинации «Лучший жилой комплекс премиум-класса».
В 2013 году клубный дом «Кленовый DOM» стал победителем в профессиональной премии PRO Reality. Уже через год он забрал победу на премии Urban Awards 2014 в номинации «Лучший строящийся жилой комплекс Москвы элит-класса». В это же время «GRAND DELUXE на Плющихе» выиграл в ежегодном конкурсе Правительства Москвы как «Лучший реализованный проект года строительства многоквартирных домов повышенной комфортности».
В 2015-м квартал «Сердце Столицы» стал победителем премии RREF AWARDS в номинации «Качество и культура строительства», а также выиграл на российском этапе международного конкурса девелоперских проектов FIABCI Prix d’Excellence в номинации «Мастер-план». Ранее, в 2011 году, победителем стал другой проект компании — «Алые Паруса».
В 2018 году на ежегодном конкурсе Правительства Москвы мэр Москвы Сергей Собянин наградил квартал «Сердце Столицы» почётным званием «Лучший реализованный проект в области строительства многоквартирных домов повышенной комфортности». В этот же год Донстрой вошёл в ТОП-3 крупнейших девелоперов «старой Москвы» и попал во все ключевые ежегодные рейтинги крупнейших компаний России (РБК-500, Forbes-200 и RAEX-600).
2019-й тоже отметился наградами:
- квартал «Сердце Столицы» стал победителем ежегодного конкурса Правительства Москвы как «Лучший реализованный проект года», выиграл премию PROESTATE&TOBY Awards 2019 и забрал призовое место в номинации «Лучшая концепция благоустройства и инфраструктуры в жилых комплексах высокобюджетного сегмента» на 11-м вручении профессиональной премии Urban Awards[94];
- «Жизнь на Плющихе» была признана победителем 10-й премии Green Awards, первого в России конкурса в области экодевелопмента и «зелёного строительства». Элитный дом в Хамовниках стал первым в России жилым зданием, получившим золотой сертификат международной системы экологической оценки LEED[95];
- жилой комплекс «Событие» стал лауреатом премии в категории «Лучший проект комплексного освоения территорий Москвы» на премии Urban Awards[94].

В 2020 году ведущее деловое издание «Ведомости» назвало проект «Символ» самым титулованным жилым комплексом: самый экологичный в столичном бизнес-классе на премии Urban Awards 2020, победитель в категории «Комфортная среда. Недвижимость столицы» на RREF AWARDS 2020, лауреат в номинации «Жилой проект бизнес-класса» премии PROESTATE&TOBY AWARDS 2020. Помимо этого, самый продаваемый жилой комплекс компании Донстрой получил статус «Лучший реализованный проект» в конкурсе Правительства Москвы.
В категории «Лучший жилой комплекс года элит-класса в Москве» премия Urban Awards назвала «Жизнь на Плющихе». Ещё один проект Донстрой жилой комплекс «Оливковый дом» в 2020 году получил платиновый сертификат системы Green Zoom за экологичность и энергоэффективность.
Внутреннее благоустройство проектов компании Донстрой нашло отклик у экспертов и общественности. На независимой премии MUF Community Awards 2020 парк «Зелёная Река» (территория жилого комплекса «Символ») был выбран лучшим в номинации «Городской дизайн». В этом же году Шелепихинская набережная квартала «Сердце Столицы» одержала победу на Премии Правительства Москвы 2020 как лучший проект комплексного благоустройства природных и озеленённых территорий города Москва.
Жилой комплекс «Событие» получил награду как «Лучший строящийся комплекс бизнес-класса Москвы» по версии ежегодной премии Urban Awards 2021. BIM модель квартала выиграла в конкурсе «BIM технологии 2021/2022», инициированным НОТИМ и Комиссией по цифровизации строительной отрасли Общественного совета при Минстрое России.
В 2021 году проект «Freedom» был удостоен статуса «Лучший реализованный проект в области строительства среди домов повышенной комфортности», награду вручал лично мэр Москвы Сергей Собянин. Победителя определяли народным голосованием «Активный гражданин» — проектом, запущенным в 2014 г. по инициативе Правительства Москвы.
На ежегодной премии Urban Awards 2021 проекты компании Донстрой завоевали ещё два призовых места: жилой комплекс «Символ» в Лефортове стал победителем в номинации «Лучший проект комплексного освоения территории», жилой комплекс «Остров» был отмечен дипломом «За применение передовых экологичных технологий и решений». Сам девелопер стал самым «зелёным» девелопером Москвы и получил награду «За реализацию стратегии экологичного девелопмента».
На независимой премии Green Property Awards 2021, посвящённой энергоэффективности и экологичности современной недвижимости, клубный проект «Оливковый дом» одержал победу в двух номинациях — «Жилая недвижимость премиум-класса» и «Проект года».
В 2022 году на этой премии клубный дом «Река» взял пальму первенства в номинации «Проект будущего — жилая недвижимость», а «Дом на Тишинке», получив оценку GOLD международной экологической сертификации LEED, выиграл в категории «Многоэтажные жилые комплексы Москвы».
В 2022 году жилой комплекс «Событие» стал победителем Move Reality Awards 2022 в номинации «Проект года бизнес-класса Москвы».
Объекты инфраструктуры от девелопера Донстрой выиграли на летнем этапе градостроительного конкурса ТОП ЖК-2022, организатором которого выступили комитет ТПП РФ по предпринимательству в сфере строительства, комиссия РСПП по жилищной политике и национальное объединение застройщиков жилья. В номинации «Лучшая школа от застройщика» победила Бауманская инженерная школа № 1580 на территории жилого комплекса «Символ». «Зелёный парк» того же проекта занял третье место в номинации «Вклад застройщика в благоустройство общественной зелёной зоны».
На международной премии девелопмента PROESTATE & TOBY Awards 2022 Донстрой победил в номинации «Девелопер года. Жилая недвижимость». Награды также получили проекты: клубный дом «Река» в категории «Жилая недвижимость. Премиум-класс. Москва», парк «Событие» в Раменках в номинации «Общественные, рекреационные и креативные пространства», и «Дом на Тишинке» в Пресненском районе в номинации «Жилая недвижимость. Элит-класс. Москва». Лучшим в номинации «Жилая недвижимость. Бизнес-класс. Москва» стал жилой комплекс «Сердце Столицы».
Проекты Донстроя победили в четырёх номинациях на 14-й ежегодной премии Urban Awards 2022. «Остров» в Мнёвниковской пойме получил специальный приз как самый экологичный проект бизнес-класса Москвы, парку «Событие» вручили награду за лучшую концепцию благоустройства и инфраструктуры, а «Лучшим строящимся жилым комплексом премиум-класса» стал клубный дом «Река». Масштабная застройка Донстроя в Раменках, включающая жилые комплексы «Огни», «Событие» и «Река», завоевала победу в номинации «Лучший проект комплексного освоения территорий Москвы».
По итогам 2022 года Донстрой вошёл в рейтинг уверенности застройщиков Москвы по версии «Forbes», также девелопер стал лидером в категории «Жильё Бизнес-класса». Благодаря ежегодному увеличению выручки с 2019 по 2021 год Донстрой вошёл в ТОП-50 самых быстрорастущих компаний России по версии РБК — девелопер стал единственным представителем рынка недвижимости в данном списке